# Grêmio Maringá S/S LTDA
Der Grêmio Maringá S/S LTDA ist ein Sportverein aus Maringá, im brasilianischen Bundesstaat Paraná.

## Geschichte
Der Klub ging aus dem Grêmio Maringá hervor, welcher im Oktober 2002 durch den Geschäftsmann Aurélio Almeida auf unbestimmte Zeit erworben wurde. Aurélio Almeida zahlte 190.000 Real an die Führer von Grêmio Maringá. Zusätzlich wurden 70.000 Real für die Bildrechte des Klubs an der Staatsmeisterschaft 2003 gezahlt. Aurélio Almeida kapitalisierte den Klub und machte aus diesem den Grêmio Maringá S/S LTDA.
Der Klub übernahm für 2003 noch die Startrechte des alten Klubs in der Staatsmeisterschaft von Paraná. Ab der Folgesaison lief er dann unter dem neuen Namen auf. In der Staatsmeisterschaft 2004 musste Grêmio Maringá in die Relegation. In dieser konnte der Klub nur zwei seiner sechs Spiele gewinnen und musste in die Segunda Divisão, die zweite Liga der Staatsmeisterschaft absteigen. Daraufhin zog sich der Klub vollständig vom Spielbetrieb zurück, eine für 2008 vorgenommene Anmeldung wurde noch vor Beginn der Staatsmeister zurückgezogen. 2010 nahm Grêmio Maringá an der dritten Liga der Staatsmeisterschaft, der Terceira Divisão, teil. In der Folge schwankte der Klub zwischen der dritten und zweiten Liga, letztmalig 2018.
2021 stimmte der regionalen Verband, dem Federação Paranaense de Futebol (FPF), der Rückgabe der Lizenz. 
Im Jahr darauf beschloss das ITGEM (Institut der Fans des Grêmio Esportivo Maringá), unzufrieden mit dem Image des Grêmio Maringá S/S LTDA, den alten Klub zurückzuholen, die Schulden zu begleichen und den Klub nach 24 Jahren der Inaktivität wieder zu beleben. Zwischen den Klubs gab es rechtliche Auseinandersetzungen bezüglich der Nutzung des Namens. Da die S/S LTDA ihre Lizenz zurückgegeben hatte, war der wiederbelebte Grêmio Maringá im Vorteil.

### Teilnahme an Fußballwettbewerben
| Wettbewerb                           | Teilnahmen                 |
| ------------------------------------ | -------------------------- |
| Staatsmeisterschaft                  | 2× – 2003–2004             |
| Staatsmeisterschaft Segunda Divisão  | 4× – 2012–2013, 2016–2017  |
| Staatsmeisterschaft Terceira Divisão | 4× – 2010–2011, 2015, 2018 |
| Staatspokal                          | 1× – 2016                  |